# Kompleksonometria
Kompleksonometria – rodzaj chemicznej analizy ilościowej, główny dział kompleksometrii. W technice tej wykorzystuje się reakcję tworzenia trwałych związków kompleksowych kationów metali wielowartościowych z kompleksonami. Często stosowanym titrantem jest roztwór wersenianu dwusodowego (soli sodowej EDTA). Wskaźnikami stosowanymi w kompleksonometrii są m.in. czerń eriochromowa T, mureksyd i fiolet pirokatechinowy.